# Slepšek
Slepšek je naselje v Občini Mokronog - Trebelno.